# NGC 482
NGC 482 é uma galáxia espiral (Sab) localizada na direcção da constelação de Phoenix. Possui uma declinação de -40° 57' 58" e uma ascensão recta de 1 horas, 20 minutos e 20,4 segundos.
A galáxia NGC 482 foi descoberta em 23 de Outubro de 1835 por John Herschel.